# Canal Norte (Ontario)

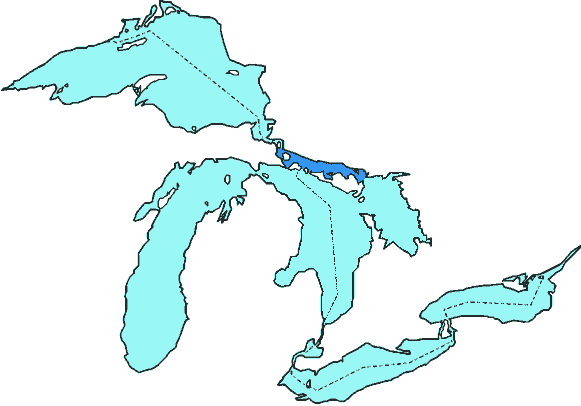
Canal del Norte, en azul oscuro.

El Canal del Norte (en inglés:  North Channel ) es un cuerpo de agua a lo largo de la costa norte del Lago Huron en la provincia  canadiense de Ontario. Limita al este con la Georgian Bay, al oeste con el río St. Marys, al norte con la parte este del Distrito de Algoma y al sur con las islas  Manitoulin,  Cockburn,  Drummond y St. Joseph. En su punto más ancho tiene más de 30 km (20 millas) de ancho.
El canal está reconocido como una de las mejores zonas de agua dulce de crucero del mundo. Hay puertos deportivos de servicio completo en varias pequeñas comunidades a lo largo de la costa. Una gran parte de la costa norte está bordeada por el Parque Provincial La Cloche que ofrece un ambiente con un paisaje espléndido.

## Zonas navegables dentro Canal Norte
- Izaak Walton Bay
- Lago Munuscong
- Lago Nicolet
- Sturgeon Bay